# 너태샤 캘리스
너태샤 캘리스(영어: Natasha Calis, 1999년 3월 27일 ~ )는 캐나다의 배우이다. 밴쿠버 출신으로 공포영화 《포제션: 악령의 상자》에서 악령의 씌인 소녀 에밀리 역으로 출연했다.

## 방송
- 야망의 함정
- 앨리스

## 영화
- 공주 (2018년)
- 맘스 블라인드 데이트 (2015년)
- 더 하비스트 (2013년) - 마라안 역
- 야망의 함정 (2012년)
- 포제션 : 악령의 상자 (2012년) - 엠 브레넥 역
- 곤 (2011년) - 에밀리 케터링 역
- 도노반스 에코 (2011년) - 매기 역
- 데이드림 네이션 (2010년)
- 앨리스 (2009년)
- 임팩트 (2008년)
- 크리스마스 케이퍼 (2007년)